# شمراک (تگزاس)
شمراک، تگزاس(به انگلیسی: Shamrock, Texas) شهری در ایالت تگزاس از ایالات جنوبی ایالات متحده آمریکا است. در سرشماری سال ۲۰۰۰، جمعیت این شهر ۲۰۲۹ نفر اعلام شد.